# Dahlia (album)
A Dahlia az X Japan japán heavymetal-együttes ötödik lemeze, melyet az Atlantic Records adott ki 1996. november 4-én. Ez az együttes utolsó nagylemeze, melyet 1997-es feloszlásuk előtt adtak ki. Hét kislemez jelent meg róla, melyek jól teljesítettek a slágerlistákon, a lemez maga is első helyezett volt az Oriconon.

## Háttér
Az Art of Life megjelenését követően az együttes tagjai szólóprojektjeikkel voltak elfoglalva, 1994-ben az X Japan csak négy koncertet adott. Az első kettő a The Great Music Experience nevű nagy szabású koncertsorozat keretében volt májusban, ahol japán és nyugati zenészek egymás dalait adták elő a Tódaidzsi templomban. A másik kettő az év végi Tokyo Dome-fellépés volt, Aoi joru (青い夜; „Kék éjszaka”) és Siroi joru (白い夜; „Fehér éjszaka”) címmel.
1995 novemberében indultak következő turnéjukra, Dahlia címmel. Erre az időszakra már a kevésbé harsány külső volt a jellemző. Bár a Dahlia album maga csak 1996. november 4-én jelent meg, a kislemezeket már jóval előbb kiadták. A lemezt teljes egészében Yoshiki Los Angeles-i stúdiójában vették fel, az albumborítón használt fotót a Broadwayen készítették New Yorkban és Yoshiki látható rajta, amint dáliákon ül az utca közepén.
A turnénak 1996. március 31-én kellett volna véget érnie, azonban hamarabb be kellett fejezniük, mert a március 13-i fellépés után Yoshikit nyaki gerincsérvvel diagnosztizálták. Év végén azért megtartották a szokásos Tokyo Dome-koncertsorozatot, Fukkacu no joru (復活の夜; „A feltámadás éjszakája”) és Mubóna joru (無謀な夜; „Vakmerő éjszaka”) címmel.
Az X Japan 1997. december 31-én tartotta utolsó koncertjét a Tokyo Dome-ban, The Last Live: Last Night címmel, miután Toshi bejelentette, hogy kilép az együttesből. A legutolsó közös fellépésük a Kóhaku uta gasszen című televíziós műsorban volt ugyanaz nap, ahol a Forever Love című dalukat adták elő.

### Dalszerzés
A Dahlia album megjelenése előtt hat dal jelent meg kislemezen. A dalok nagy része ballada, csak a Scars, a Dahlia és a Rusty Nail íródott az együttes jellegzetes, keményebb stílusában. A Dahlia című dal Yoshiki egyik utolsó jellegzetes, a speed metalt szimfonikus metallal ötvöző szerzeménye. A Tears című dalt édesapjának írta, aki öngyilkos lett, mikor Yoshiki tízéves volt. Az albumborítón a dalszöveget Yoshiki egyik álneve, Siratori Hitomi szerzeményeként tüntette fel. Az albumra hide két dalt írt, a Scarst és a Draint, melyek indusztriális rock stílusúak. Az instrumentális Wriggle-t Heath és Pata írta.

## Slágerlista-helyezések
A lemez első helyet ért el az Oricon heti listáján, 429 280 eladott példánnyal és platinalemez lett. 15 hétig szerepelt a listán, amely az együttes történetében a legrövidebb intervallum volt.
A hét kislemezből öt platina vagy dupla platina (minimum 400 000-es eladás) lett, a Crucify My Love pedig aranylemez (minimum 200 000-es eladás). A legkorábban, még 1993-ban kiadott Tears második volt a slágerlistán, 1994-ben pedig 16 hétig volt a listán, mintegy 450 000 példányos eladással. Ezt a Rusty Nail követte, mely első helyezett volt, mely két hétig vezette a slágerlistát, és összesen 20 hétig szerepelt rajta.
1995-ben a Longing című dalnak két változata jelent meg. Az első, a Longing: Togireta melody (Longing ～跡切れたmelody～), mely a nagylemezre is felkerült, első helyet ért el az Oriconon 244 460 eladott példánnyal, és 11 hétig szerepelt a slágerlistán. A Longing: Szecubó no joru (Longing ～切望の夜～) változat decemberben jelent meg és 5. helyen végzett.
1996-ban három újabb kislemez jött ki az album megjelenése előtt, a Dahlia, a Forever Love és a Crucify My Love. A Dahlia első helyen debütált 256 330 eladott példánnyal és nyolc hétig maradt a listán. Az ötödik kislemez, a Forever Love többször is megjelent. Az eredeti kiadás első helyen szerepelt a slágerlistán 224 010 példányszámú eladással. 1997-ben egy remixverzió látott napvilágot, mely 13. helyezett volt, az 1998-ban újra kiadott eredeti verzió 18., a 2001-ben kiadott, előző verziókat tartalmazó változat pedig 19. helyezett volt. A Crucify My Love második helyezett lett 153 570 eladott darabszámmal. A következő hetekben a top 15-ben maradt a dal, de összességében az év végén nem sikerült a 100 legnépszerűbb kislemez köré kerülnie.
Az utolsó kislemez, a Scars az album megjelenését követően került a boltokba, és az egyetlen olyan X Japan-kislemez, melynek szerzője nem Yoshiki, hanem hide. Az első héten 15. helyen végzett a slágerlistán 47 010 eladott példánnyal. Hide halálát követően, 1998-ban újra kiadták.

## Utóélete
A Rusty Nail a Kimi ga mienai (君が見えない) című, 1994-es televíziós sorozat betétdala is volt, a Dragonland  metalegyüttes pedig feldolgozta a dalt 2004-es Starfall című albumuk japán kiadására. Hide Zilch együttese a Drain című dalt dolgozta fel 3.2.1. című albumukra What's Up Mr. Jones? címen.
A Forever Love a Clamp nevű mangarajzoló csapat X című mangája alapján készített animációs film betétdala volt 1996-ban. Japán korábbi miniszterelnökéről, Koizumi Dzsunicsiróról köztudott, hogy elkötelezett rajongója az X Japannek, pártja, a Liberális Demokrata Párt 2001-ben több reklámfilmjében is felhasználta a Forever Love-ot.
A Tears című dal 2004-ben a dél-koreai Windstruck című film betétdalaként volt hallható, majd a Trax együttes is feldolgozta koreai nyelven. A Crucify My love megjelent a spanyol Gothic Dolls gothicmetal-együttes The Last Breath című albumán feldolgozásként.

## Számlista
| #   | Cím                                                    | Dalszöveg       | Zene        | Hossz |
| --- | ------------------------------------------------------ | --------------- | ----------- | ----- |
| 1.  | Dahlia                                                 | Yoshiki         | Yoshiki     | 7:55  |
| 2.  | Scars                                                  | hide            | hide        | 5:08  |
| 3.  | Longing: Togireta melody (Longing ～跡切れた Melody～) | Yoshiki         | Yoshiki     | 7:42  |
| 4.  | Rusty Nail                                             | Yoshiki         | Yoshiki     | 5:27  |
| 5.  | White Poem I                                           | Yoshiki         | Yoshiki     | 3:16  |
| 6.  | Crucify My Love                                        | Yoshiki         | Yoshiki     | 4:30  |
| 7.  | Tears                                                  | Siratori Hitomi | Yoshiki     | 10:30 |
| 8.  | Wriggle                                                |                 | Heath, Pata | 1:24  |
| 9.  | Drain                                                  | hide, Toshi     | hide        | 3:22  |
| 10. | Forever Love (akusztikus verzió)                       | Yoshiki         | Yoshiki     | 7:54  |

## Közreműködők
X Japan
- vokál: Toshi
- gitár: hide
- gitár: Pata
- basszusgitár: Heath
- dobok, zongora: Yoshiki

Közreműködők
- hegedű: Gilles Apap
- cselló: Ron Leonard
- zenekari hangszerelés: Dick Marx, Shelly Berg
- partitúra: Tom Halm

További közreműködők
- társproducer: X Japan
- mérnök: Rich Breen, Mike Ging, Rob Jacobs, Macumoto Motonari, Tanaka Sinicsi
- mérnökasszisztens: C.J. DeVillar, Paul J. Falcone, Brad Haehnel, Cappy Japngie, Richard Landers, Tal Miller, Carl Nappa, Mike Stock
- mérnök, keverés: Stan Katayama
- keverés: Mike Shipley, Szugijama Judzsi, Eric Westfall
- programozás: Geoff Grace
- maszterelés: Chris Bellman, Stephen Marcussen
- fényképész: Hideo Canno[1]

## Fordítás
Ez a szócikk részben vagy egészben  a   Dahlia (album) című angol Wikipédia-szócikk fordításán alapul.  Az eredeti cikk szerkesztőit annak laptörténete sorolja fel. Ez a jelzés csupán a megfogalmazás eredetét és a szerzői jogokat jelzi, nem szolgál a cikkben szereplő információk forrásmegjelöléseként.